# Єсипова Анна Миколаївна

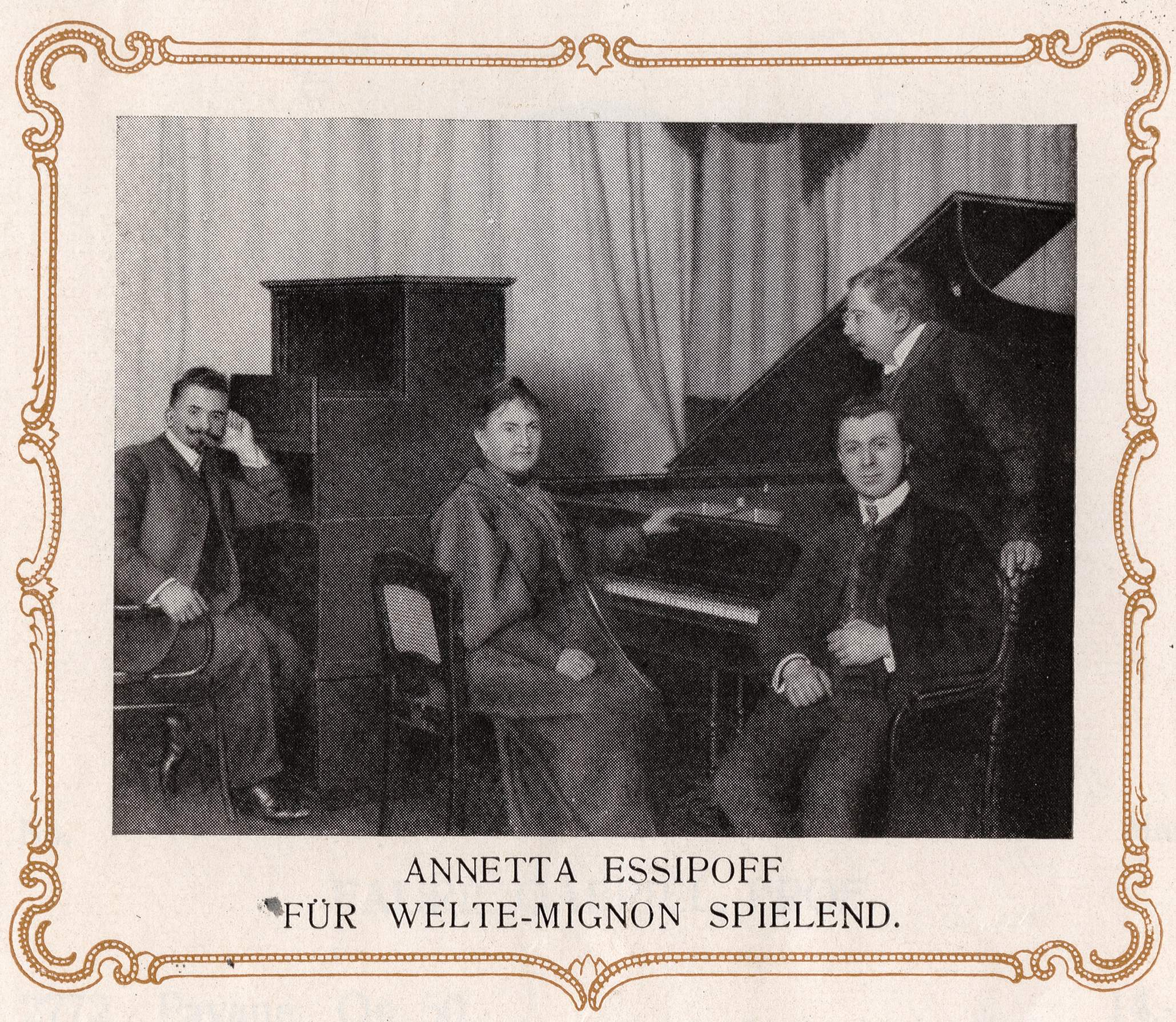
Анна Єсипова за роялем

Анна Миколаївна Єсипова (А́нна Никола́евна Е́сипова, 31 січня (12 лютого) 1851, Санкт-Петербург — 5 (18) серпня 1914, там само) — російська піаністка і музичний педагог.
Навчалася в Санкт-Петербурзькій консерваторії у Теодора Лешетицького (в 1880 стала його другою дружиною). З 1871 року жила в Європі, її дебют в Лондоні в 1874 мав великий успіх — критики відзначили легкість і витонченість виконання, співуче звучання інструменту. Через рік піаністка виступила в Парижі, ще через рік — в США, де провела більше сотні концертів, після чого почалася її активна концертна кар'єра. Грала в 4 руки з Антоном Рубінштейном. Після розлучення з Лешетицьким в 1892 повернулася до Росії, де отримала місце професора у Санкт-Петербурзькій консерваторії. Прихильниця активної пальцевої техніки. Серед її учнів були Сергій Прокоф'єв, Леонід Крейцер, Олександр Боровський, Борис Фомін, Ольга Калантарова, Наталія Позняківська, Анастасія Абдушелі-Вірсаладзе, Анна Ель-Тур, Ізабелла Венгерова, Марія Рибицька.

## Оцінка

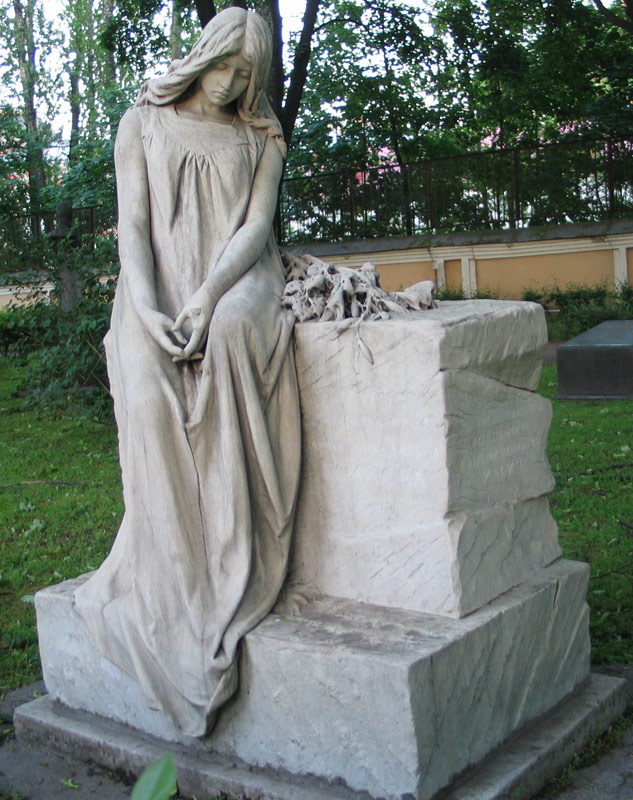
Могила Анни Єсипової в Олександро-Невській лаврі

На думку Григорія Когана, постать Єсипової стала віхою в розвитку російського фортепіанного мистецтва:
|  | Єсипова - піаністичному явище, що виходить за межі свого часу і своєї країни. [Вона] протягом двадцяти з гаком років об'їздив з концертами весь світ. Успіх її був величезний. Париж і Лондон, німецькі та американські міста захоплено аплодували російській піаністці. Це не був тільки особистий тріумф Єсипової: це була важлива віха в зростанні світового значення російського піаністичного мистецтва. До Єсипової тільки один російський піаніст широко прославився за кордоном - Антон Рубінштейн. Але Рубінштейна ще можна було розглядати як одиночку, як блискучий виняток, як геніального самородка. Гра Єсипової засвідчила перед усім світом наявність в Росії джерела піаністичних талантів, чудовою школи, високої піаністичної культури Оригінальний текст (рос.) Есипова — пианистическое явление, выходящее за пределы своего времени и своей страны. [Она] в течение двадцати с лишним лет изъездила с концертами весь мир. Успех ее был огромен. Париж и Лондон, немецкие и американские города восторженно рукоплескали русской пианистке. Это не был только личный триумф Есиповой: это была важная веха в росте мирового значения русского пианистического искусства. До Есиповой только один русский пианист широко прославился за границей — Антон Рубинштейн. Но Рубинштейна еще можно было рассматривать как одиночку, как блестящее исключение, как гениального самородка. Игра Есиповой засвидетельствовала перед всем светом наличие в России родника пианистических талантов, замечательной школы, высокой пианистической культуры. |

|  | Єсипова буквально панувала в Петербурзькій консерваторії ... Потрапити до класу Єсипової стало заповітною мрією кожного молодого піаніста в Києві і Саратові, Ростові та Єкатеринбурзі. Двадцять років роботи Есиповой в Петербурзькій консерваторії - золота пора в історії російського піаністичного освіти, що зробила помітний вплив на світове піаністичного мистецтва Оригінальний текст (рос.) Есипова буквально царила в Петербургской консерватории… Попасть в класс Есиповой сделалось заветной мечтой каждого молодого пианиста в Киеве и Саратове, Ростове и Екатеринбурге. Двадцать лет работы Есиповой в Петербургской консерватории — золотая пора в истории русского пианистического образования, оказавшая заметное воздействие на мировое пианистическое искусство. |